# Дискография Chevelle
Американская рок-группа Chevelle выпустила девять студийных альбомов, два сборника, три концертных альбома, два видеоальбома, 29 синглов, 19 музыкальных клипов и пять промосинглов. Группа была основана в 1995 году двумя братьями, Питом Лоффлером (вокал и гитара) и Сэмом Лоффлером (ударные и перкуссия), а также Мэттом Скоттом (бас-гитара и бэк-вокал). Вскоре после основания группы в 1996 году Скотта заменил брат Сэма и Пита, Джо Лоффлер. Джо покинул группу в 2005 году, и Джено Ленардо присоединился к ним в качестве гастролирующего басиста, пока его не заменил Дин Бернардини, зять Пита и Сэма. Позже Бернардини покинул группу в 2019 году.
Дебютный студийный альбом группы Point #1был выпущен на небольшом лейбле Squint Entertainment в мае 1999 года. Второй альбом Chevelle Wonder What's Next был выпущен в октябре 2002 года и получил статус дважды платинового от RIAA после того, как дебютировал на 14-м месте в чарте Billboard 200 в США. Третий альбом группы, This Type of Thinking (Could Do Us In), был выпущен в сентябре 2004 года, дебютировал на 8-м месте и стал платиновым. Четвёртый альбом Chevelle, Vena Sera, был выпущен в апреле 2007 года и стал золотым. Пятый альбом, Sci-Fi Crimes, был выпущен в августе 2009 года. Шестой альбом, Hats Off to the Bull, был выпущен в декабре 2011 года. Их седьмой альбом La Gárgola вышел в апреле 2014 года. Их восьмой альбом The North Corridor вышел в июле 2016 года. Их девятый альбом NIRATIAS вышел в марте 2021 года.

## Альбомы

### Студийныйе альбомы
| Название                                         | Детали альбома                                                          | Позиции в чартах | Позиции в чартах | Позиции в чартах | Позиции в чартах | Позиции в чартах | Позиции в чартах | Позиции в чартах | Позиции в чартах | Позиции в чартах | Сертификации (пороговые значения продаж) | Продажи     |
| Название                                         | Детали альбома                                                          | US               | US Alt.          | US Catalog       | US Digital       | US Hard Rock     | US Rock          | CAN              | AUS              | NZ               | Сертификации (пороговые значения продаж) | Продажи     |
| ------------------------------------------------ | ----------------------------------------------------------------------- | ---------------- | ---------------- | ---------------- | ---------------- | ---------------- | ---------------- | ---------------- | ---------------- | ---------------- | ---------------------------------------- | ----------- |
| Point #1                                         | - Выпущен: 4 мая 1999 года - Лейбл: Squint - Формат: CS, CD, DI         | —                | —                | —                | —                | —                | —                | —                | —                | —                |                                          |             |
| Wonder What's Next                               | - Выпущен: 8 октября 2002 - Лейбл: Epic - Формат: LP, CD, CS, DI        | 14               | —                | 39               | —                | —                | —                | —                | —                | —                | - RIAA: 2× Platinum                      |             |
| This Type of Thinking (Could Do Us In)           | - Выпущен: 21 сентября 2004 года - Лейбл: Epic - Формат: CD, CS, LP, DI | 8                | —                | —                | —                | —                | —                | —                | —                | —                | - RIAA: Platinum                         |             |
| Vena Sera                                        | - Выпущен: 3 апреля 2007 года - Лейбл: Epic - Формат: CD, DI            | 12               | —                | —                | 12               | —                | 2                | —                | —                | —                | - RIAA: Gold                             |             |
| Sci-Fi Crimes                                    | - Выпущен: 31 августа 2009 года - Лейбл: Epic - Формат: CD, DI          | 6                | 1                | —                | 3                | 1                | 3                | 21               | —                | —                |                                          |             |
| Hats Off to the Bull                             | - Выпущен: 6 декабря 2011 года - Лейбл: Epic - Формат: CD, DI           | 20               | 5                | —                | 7                | 3                | 5                | —                | —                | —                |                                          |             |
| La Gárgola                                       | - Выпущен: 1 апреля 2014 года - Лейбл: Epic - Формат: CD, DI            | 3                | 1                | —                | 4                | 1                | 1                | 9                | —                | 36               |                                          | US: 153,000 |
| The North Corridor                               | - Выпущен: 8 июля 2016 года - Лейбл: Epic - Формат: CD, LP, DI          | 8                | 1                | —                | 3                | 1                | 1                | 19               | 69               | 2                |                                          | US: 50,000+ |
| NIRATIAS                                         | - Выпущен: 5 марта 2021 года - Лейбл: Epic - Формат: CD, LP, DI         | 9                | 1                | —                | 1                | 1                | 1                | 68               | —                | —                |                                          |             |
| «—» обозначает выпуск, который не попал в чарты. |                                                                         |                  |                  |                  |                  |                  |                  |                  |                  |                  |                                          |             |

### Компиляционные альбомы
| Название                                | Детали альбома                                | Позиции в чартах | Позиции в чартах | Позиции в чартах | Позиции в чартах |
| Название                                | Детали альбома                                | US               | US Alt.          | US Hard Rock     | US Rock          |
| --------------------------------------- | --------------------------------------------- | ---------------- | ---------------- | ---------------- | ---------------- |
| Stray Arrows: A Collection of Favorites | - Выпущен: 4 декабря 2012 года - Лейбл: Epic  | 195              | 22               | 10               | 38               |
| 12 Bloody Spies: B-Sides and Rarities   | - Выпущен: 26 октября 2018 года - Лейбл: Epic | 139              | 11               | 6                | 21               |

### Концертные альбома
| Название                                         | Детали альбома                                                 | Позиции в чартах |
| Название                                         | Детали альбома                                                 | US               |
| ------------------------------------------------ | -------------------------------------------------------------- | ---------------- |
| Live from the Road                               | - Выпущен: 11 ноября 2003 года - Лейбл: Epic                   | —                |
| Music as a Weapon II[A]                          | - Выпущен: 24 февраля 2004 года - Лейбл: Reprise, Warner Bros. | 148              |
| Any Last Words                                   | - Выпущен: 11 января 2011 года - Лейбл: Epic                   | —                |
| «—» обозначает выпуск, который не попал в чарты. |                                                                |                  |

- A↑  Совместный концертный альбом с Disturbed, Taproot и Ünloco из второго тура Music as a Weapon.

## Видеоальбомы
| Название            | Детали видеоальбома                           |
| ------------------- | --------------------------------------------- |
| Live from the Norva | - Выпущен: 14 октября 2003 года - Лейбл: Epic |
| Any Last Words?     | - Выпущен: 11 января 2011 года - Лейбл: Epic  |

## Видеоклипы
| Год  | Песня                                                                       | Режиссёр(-ы)    |
| ---- | --------------------------------------------------------------------------- | --------------- |
| 1999 | «Point #1»                                                                  | Ульф Будденси   |
| 2000 | «Mia»                                                                       | Джонатан Рихтер |
| 2002 | «The Red»                                                                   | Натан Кокс      |
| 2003 | «Send the Pain Below»                                                       | Роберт Хейлз    |
| 2003 | «Closure» (live at NorVa, 05.23.2003)                                       | Сэм Эриксон     |
| 2004 | «Vitamin R (Leading Us Along)»                                              | Натан Кокс      |
| 2005 | «The Clincher»                                                              | Натан Кокс      |
| 2007 | «Well Enough Alone»                                                         | Брайан Вебер    |
| 2007 | «I Get It»                                                                  | Шон М. Фостер   |
| 2008 | «The Fad»                                                                   | Шон М. Фостер   |
| 2009 | «Jars»                                                                      | Натан Кокс      |
| 2009 | «Letter from a Thief»                                                       | П. Р. Браун     |
| 2010 | «Shameful Metaphors» (live at Verizon Theatre at Grand Prairie, 08.22.2010) | Фрэнки Нассо    |
| 2011 | «Face to the Floor»                                                         | П. Р. Браун     |
| 2012 | «Hats Off to the Bull»                                                      | П. Р. Браун     |
| 2014 | «Take Out the Gunman» (live at The Myth in Maplewood, MN, 04.19.2014)       | Майкл Диспенза  |
| 2016 | «Door to Door Cannibals»                                                    | Рич Рэгсдейл    |
| 2021 | «Self Destructor»                                                           | Джош Стоун      |
| 2021 | «Mars Simula»                                                               | Джош Стоун      |

## Кавер-версии
- «Black Boys on Mopeds» певицы Шинейд О'Коннор
- «Black Hole Sun» группы Soundgarden
- «Delivery» группы Compulsion
- «High Visibility» группы Helmet
- «It's No Good» группы Depeche Mode
- «Pictures of You» группы The Cure
- «Quiet» группы The Smashing Pumpkins
- «Thieves» группы Ministry

## Би-сайды
- «Build» — с альбома The Basement Tapes
- «Commuter» — с альбома The Basement Tapes
- «Credit to You» — с альбома The Basement Tapes
- «Humidity» — с альбома The Basement Tapes
- «Blind Beggar» — с альбома Commuter Trap Demo Tape[45]
- «Blast» — с альбома Commuter Trap Demo Tape[45]
- «Commuter Trap» — с альбома Commuter Trap Demo Tape[45]
- «Tom» — акустическая версия с альбома The Blue Album
- «Tetelestai» — с альбома The Blue Album
- «All of Me» — невыпущенная песня
- «Moda» — невыпущенная песня
- «Send the Pain Below v103» — невыпущенная ремикс песня
- «The Clincher v103» — ремикс песня с DualDisc-версии альбома This Type of Thinking (Could Do Us In), «Jars» сингла и со сборника 12 Bloody Spies
- «Fizgig» — со сборников Stray Arrows: A Collection of Favorites и 12 Bloody Spies

## Участие в саундтреках
| Год  | Песня                               | Название                  |
| ---- | ----------------------------------- | ------------------------- |
| 1999 | «Mia»                               | Road Rash: Jail Break     |
| 2000 | «Point #1»                          | Бухта Доусона             |
| 2001 | «Mia»                               | Дарья                     |
| 2002 | «Family System»                     | The Osbourne Family Album |
| 2003 | «Until You’re Reformed»             | Daredevil: The Album      |
| 2003 | «Send the Pain Below»               | Madden NFL 2003           |
| 2003 | «Mia»                               | Project Gotham Racing 2   |
| 2004 | «Still Running» (alternate version) | The Punisher: The Album   |
| 2004 | «The Clincher»                      | Madden NFL 2005           |
| 2005 | «Send the Pain Below»               | Donkey Konga 2            |
| 2005 | «Still Running»                     | MLB 2006                  |
| 2007 | «Antisaint»                         | MLB 07: The Show          |
| 2007 | «Tug-O-War»                         | ATV Offroad Fury 3        |
| 2007 | «Well Enough Alone»                 | WWE Smackdown vs RAW 2008 |
| 2009 | «Jars»                              | Tony Hawk: Ride           |